# Bertalan Lányi

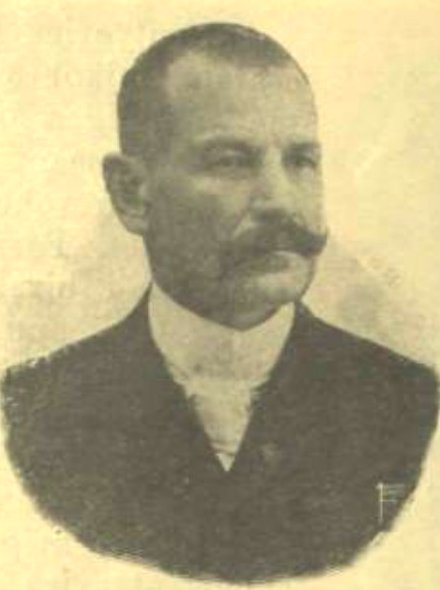
Bertalan Lányi

Dr. Bertalan Lányi (geboren als Bertalan Jakobi; Hibbe, 21 maart 1851 – Boedapest, 15 februari 1921) was een Hongaars politicus die van 1905 tot 1906 de functie van minister van Justitie uitoefende in de regering-Fejérváry.